# Gahanopsis straeleni
Gahanopsis straeleni är en stekelart som först beskrevs av Debauche 1949.  Gahanopsis straeleni ingår i släktet Gahanopsis och familjen dvärgsteklar. Inga underarter finns listade i Catalogue of Life.